# Ministerul Justiției (Regatul Unit)
Ministerul Justiției (MJ) este un departament ministerial al guvernului britanic condus de Secretarul de Stat pentru Justiție și Lord Chancellor (o poziție combinată)

## Legături externe
- Site web oficial
- Ministry of Justice resources for legal professionals
- Ministry of Justice organogram Arhivat în 5 aprilie 2012, la Wayback Machine. from data.gov.uk